# Ashes You Leave
Ashes You Leave — метал-гурт з Хорватії, що еволюціонував від дум-металу до готичного металу.
Початковий склад Ashes You Leave був організований в 1995 році групою хорватських музикантів, які назвали свій колектив Icon. Однак після запису першого демо-альбому вони перейменувались, позичивши назву однієї з пісень гурту Cathedral з альбому The Ethereal Mirror. У 1998 році група випустила свій перший повноформатний альбом. Кілька разів гурт Ashes You Leave змінював провідну вокалістку.

## Склад
- Тамара Мулаосманович — вокал, клавішні (з 2007 року)
- Берислав Пое — гітара, вокал (з 1995 року)
- Марта Батинич — скрипка (з 1995 року)
- Матія Ремпешич — гітара (з 2007 року)
- Лука Петрович — бас-гітара (з 2007 року)
- Далибор Франькич — ударні (з 2007 року)

## Дискографія

### Icon
- …But Dreaming (demo, c. 1995)

### Ashes You Leave
- The Kingdom Before the Lies (demo, 1996)
- The Passage Back to Life (full-length, 1998)
- Desperate Existence (full-length, 1999)
- The Inheritance of Sin and Shame (full-length, 2000)
- Fire (full-length, 2002)
- Songs of the Lost (full-length, 2009)
- The Cure for Happiness (full-length, 2012)

## Посилання

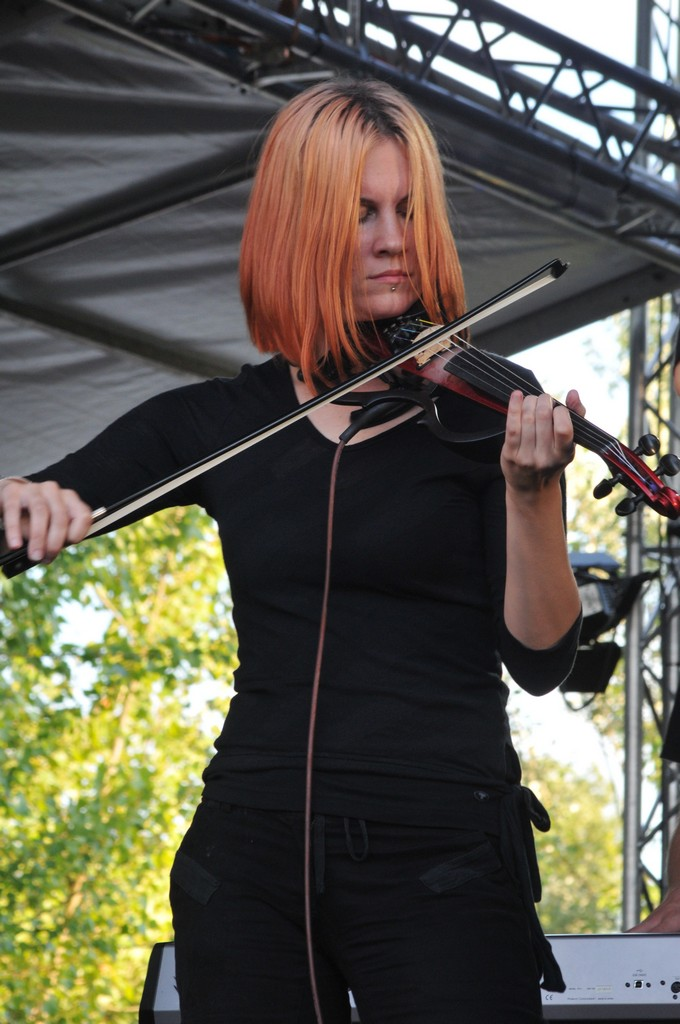
Marta Batinić, 2009
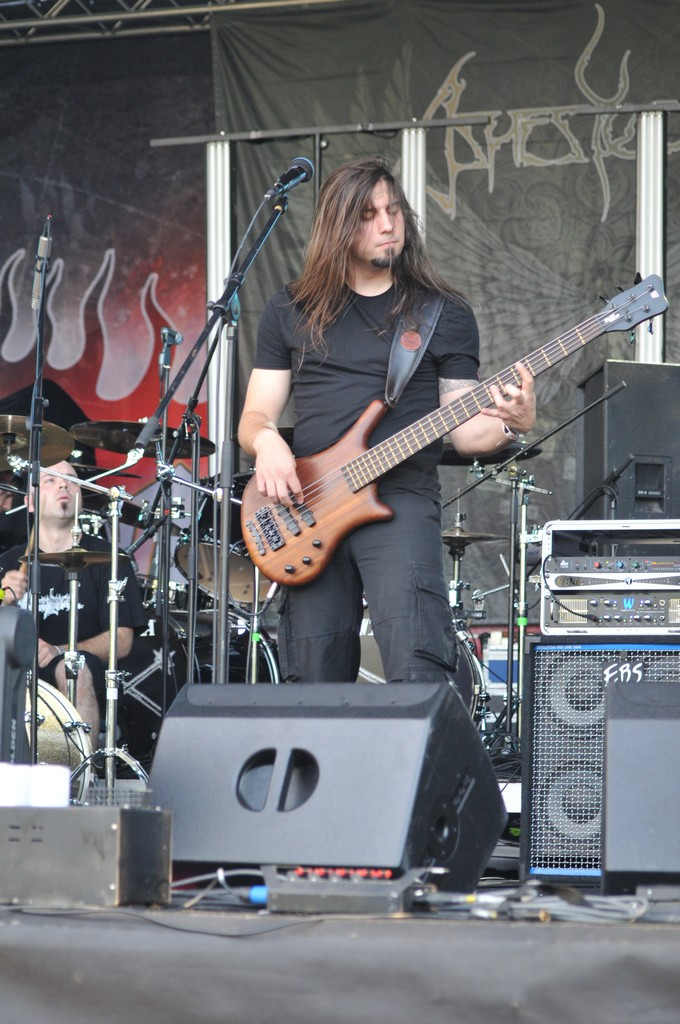
Luka Petrović, 2009